# Uffholtz
Uffholtz é uma comuna francesa na região administrativa de Grande Leste, no departamento Alto Reno. Estende-se por uma área de 11,95 km². Em 2010 a comuna tinha 1 791 habitantes (densidade: 149,9 hab./km²).